# Rekonstruktion (Darstellende Geometrie)

1: wahre Längen: Borsig-Palais (Wikimedia File:1881 Palais Borsig.jpg)

Unter Rekonstruktion versteht man in der Darstellenden Geometrie eine Sammlung von Methoden, um anhand eines Fotos (Zentralprojektion) unter gewissen Annahmen wahre Längen oder ganze Grund- und Aufrisse inklusive des Standortes des Fotografen (Augpunkt) zu ermitteln. 
Will man nur wahre Abmessungen bestimmen, so genügt es, die für die entsprechenden Richtungen zugehörigen Messpunkte zu konstruieren. Messpunkte sind Fluchtpunkte, von denen aus man die zu messenden Strecken auf eine Spurgerade (Gerade der Bildtafel) projiziert (s. unten). Will man Grund- und Aufriss und die Lage des Augpunktes rekonstruieren, so benutzt man eine Umkehrung der Architektenanordnung, mit der man normalerweise Zentralprojektionen konstruiert.
In dem ersten Bild (Borsig-Palais) wurde angenommen, dass a) die vordere Gebäudekante in wahrer Länge vorliegt, b) der Hauptpunkt in der Mitte des Bildhorizonts liegt. Bei unbeschnitten Fotografien liegt der Hauptpunkt immer in der Bildmitte. In diesem Fall wird also angenommen, dass am unteren Teil des Bildes ein Stück der Straße abgeschnitten wurde. Will man diese Annahme nicht machen, so benötigt man weitere Informationen über das Gebäude (z. B. Verhältnisse von Fensterkanten), um den Hauptpunkt zu ermitteln. Dass die vordere Gebäutekante in der Bildtafel liegt, ist eine technische Annahme. Dadurch ergeben sich alle Maße bis auf einen festen Faktor (Skalierung). Dieser Skalierungsfaktor kann über die tatsächliche Länge irgendeiner Kante bestimmt werden. Man darf also das Wort „wahr“ bei wahrer Länge nicht zu wörtlich nehmen. Aber auf einem Bauplan eines Architekten sind auch nicht die tatsächlichen, sondern die mit einem Skalierungsfaktor (z. B. 1:100) verkleinerte Maße zu sehen. 

## Messpunkte und wahre Längen

2: wahre Länge einer Strecke in der Standebene (Grundriss)

3: wahre Länge einer Strecke in der Standebene (Perspektive)

4: wahre Länge, Strecken parallel zur Bildtafel

5: wahre Länge, Breite, Höhe eines Hauses

Für die folgenden Überlegungen gehen wir von der sog. Standardanordnung aus:
1. Die Bildtafel {\displaystyle \pi } ist senkrecht.
2. Der Hauptpunkt {\displaystyle H}, der Horizont {\displaystyle h}, die Standlinie {\displaystyle s} und die Distanz {\displaystyle d}  sind bekannt.

Der Horizont {\displaystyle h} ergibt sich meistens aus den Fluchtpunkten {\displaystyle F_{1},F_{2}} zweier zueinander senkrechter horizontaler Richtungen (s. Foto). Im Grundriss bilden {\displaystyle O',F'_{1},F'_{2}} ein rechtwinkliges Dreieck, d. h. {\displaystyle O'} liegt auf dem Thaleskreis über {\displaystyle F'_{1},F'_{2}}. Die Standlinie s ist immer parallel zum Horizont h. Eine Variation der Standlinie erzeugt ähnliche Rekonstruktionen, d. h. sie sind bis auf einen Skalierungsfaktor gleich.  
Bei der Zweitafelprojektion (Parallelprojektion) wird die Strecke, deren wahre Länge bestimmt werden soll, parallel zu einer der Risstafeln gedreht und dann die wahre Länge in der anderen Risstafel abgelesen. Bei Zentralprojektion genügt das Paralleledrehen zur Bildtafel nicht, da bei der Zentralprojektion die Länge einer zur Bildtafel parallelen Strecke verändert wird. Es sei denn, die gedrehte Strecke liegt schon in der Bildtafel.
Falls die Strecke in der Standebene (Grundrissebene) liegt und nicht parallel zur Bildtafel ist: Man denkt sich die Strecke {\displaystyle AB} um den Spurpunkt {\displaystyle S_{g}} (der Geraden {\displaystyle g} durch {\displaystyle A,B}) mit senkrechter Drehachse in die Bildtafel auf die Standlinie {\displaystyle s} gedreht  (s. Abbildung). Da eine Drehung im perspektiven Bild nur schwer darstellbar ist, denkt man sich eine Parallelprojektion aus, die dasselbe bewirkt. Den zugehörigen Fluchtpunkt nennt man Messpunkt {\displaystyle M_{g}}. Er ist für alle zu {\displaystyle AB} parallelen Strecken gleich. Im Falle einer horizontalen Strecke, wie hier angenommen, liegt {\displaystyle M_{g}} auf dem Horizont und wird durch Drehung von {\displaystyle O'} um {\displaystyle F'_{g}} in die Bildtafel bestimmt. Rechtfertigung dieser Konstruktion: Das Dreieck {\displaystyle S'_{g},B',{\tilde {B}}'} ist gleichschenklig. Wegen der bestehenden Parallelitäten (s. Bild) ist auch {\displaystyle F'_{g},O',M'_{g}} gleichschenklig, d. h. die Strecken {\displaystyle F'_{g}O'} und {\displaystyle F'_{g}M'_{g}} sind gleich lang. Da wir aber den Grundriss nicht als bekannt voraussetzen, müssen wir den Messpunkt {\displaystyle M_{g}} im perspektiven Bild (Foto) bestimmen (s. Bild). 
Falls die Strecke (in der Standebene) parallel zur Bildtafel ist, kann man einen beliebigen Punkt auf dem Horizont als Messpunkt wählen.
Zusammenfassung: Bestimmung der wahren Länge einer Strecke {\displaystyle AB} in der Standebene.
- Falls die Strecke parallel zur Bildtafel liegt, kann man {\displaystyle M_{g}} auf {\displaystyle h} beliebig wählen.
- Falls die Strecke nicht zur Bildtafel parallel ist.

1. Zeichne den Fluchtpunkt {\displaystyle F_{g}} der Gerade, auf der die Strecke liegt.
2. Zeichne über oder unter dem Hauptpunkt im Abstand {\displaystyle d} (Distanz) {\displaystyle O'} und drehe {\displaystyle O'} um {\displaystyle F_{g}} auf den Horizont {\displaystyle h}. Dadurch erhält man den Messpunkt {\displaystyle M_{g}}.

Die Projektion der Strecke {\displaystyle AB} von {\displaystyle M_{g}} aus auf die Standlinie {\displaystyle s} liefert die wahre Länge der Strecke. 
Falls die Strecke senkrecht steht, d. h. parallel zur Bildtafel ist, kann man auch den Messpunkt beliebig auf dem Horizont wählen. Der Messpunkt (Fluchtpunkt) und die Strecke {\displaystyle AB} bestimmen eine senkrechte Ebene, die die Bildtafel in der zugehörigen Spur schneidet. Analog zum horizontalen Fall wird die Strecke vom Messpunkt aus auf die Spur der Ebene projiziert (siehe Bild). 
Die wahre Länge einer nicht horizontalen und nicht senkrechten Strecke bestimmt man mit Hilfe einer geeigneten Ebene, die die Strecke enthält. Der Messpunkt liegt dann auf der Ferngerade der Hilfsebene. Wie im obigen Fall wird die Strecke vom Messpunkt aus auf die Spur der Hilfsebene projiziert.
Im Bild 5 ist das perspektive Bild eines Hauses samt Hauptpunkt, Horizont und Standlinie vorgegeben. Die Zahlen geben die Reihenfolge der Konstruktionsschritte an, um die wahre Länge, Breite, Höhe und Firsthöhe zu bestimmen. 
Bemerkung zum Borsig-Palais (s. o.): 
Die Standlinie ({\displaystyle s_{1}}) ist in diesem Fall zur Bestimmung von wahren Längen nicht geeignet, da bei Projektionen von einem Messpunkt ({\displaystyle M_{1},M_{2}}) aus auf die Standlinie schleifende Schnitte entstehen würden, was die Konstruktion ungenau machen würde. Deshalb wurden Länge und Breite des Gebäudes in einer Ersatz-Standebene mit Standlinie {\displaystyle s_{2}} (oberhalb der Fenster) konstruiert.
Bemerkung: In der Literatur wird beschrieben, a) wie man bei geneigter Bildtafel wahre Längen bestimmt und  b) die Voraussetzungen der Standardanordnung (s. o.) durch weitere Informationen über das Gebäude abschwächen kann.

## Rekonstruktion von Grund- und Aufriss

6: Rekonstruktion von Grund- und Aufriss eines Hauses, äußere Orientierung

Unter der äußeren Orientierung einer Zentralprojektion versteht man die Lage des Augpunktes und der Bildtafel relativ zum Objekt, das abgebildet wird. Um die äußere Orientierung bei bekannter Standardanordnung (senkrechte Bildtafel, H,h und d sind bekannt, s. o.) kehrt man die Architektenanordnung, die man zur Konstruktion von Zentralprojektionen verwendet, um. 
In Bild 6 sind die einzelnen Rekonstruktionsschritte und ihre Reihenfolge (s. Zahlen) zu erkennen:
1. Zeichne unter- oder oberhalb des perspektiven Bildes eine Parallele {\displaystyle \pi '} zum Horizont {\displaystyle h}.  {\displaystyle \pi '} ist der Grundriss der Bildtafel (s. Architektenanordnung).
2. Übertrage den Hauptpunkt {\displaystyle H} und alle notwendigen Fluchtpunkte in den Grundriss. Der Grundriss {\displaystyle O'} des Augpunktes liegt auf dem Lot zu {\displaystyle \pi '} in {\displaystyle H'} im Abstand {\displaystyle d}, der Distanz.
3. Rekonstruktion einer Gerade, die in der Standebene liegt: Bestimme (falls nicht schon in 2. geschehen) die Grundrisse {\displaystyle F'_{g},S'_{g}} des Flucht- und Spurpunktes der Geraden {\displaystyle g}. {\displaystyle g'} ist dann eine Parallele zu {\displaystyle O'F'_{g}} durch {\displaystyle S'_{g}}.
4. Rekonstruktion eines Punktes {\displaystyle P}, der in der Standebene liegt: Zeichne {\displaystyle {\overline {P}}'} mit Hilfe des Lotes von {\displaystyle {\overline {P}}} auf {\displaystyle \pi '} und den Grundriss des Projektionsstrahls (Gerade {\displaystyle O'{\overline {P}}'}). Mit Hilfe des Grundrisses einer weiteren Gerade durch {\displaystyle P} (z. B. Tiefenlinien oder Hauskanten, …) erhält man schließlich {\displaystyle P'}.
5. Ein Punkt, der nicht in der Standebene liegt (z. B. ein Firstpunkt), lässt sich analog rekonstruieren, falls sein Grundriss im perspektiven Bild bekannt oder konstruierbar ist. Die Höhe eines solchen Punktes erhält man über deren wahre Länge (s. o.).